# Риверсајд (Охајо)
Риверсајд (енгл. Riverside) град је у америчкој савезној држави Охајо.

## Демографија
По попису из 2010. године број становника је 25.201, што је 1.656 (7,0%) становника више него 2000. године.
| Група             | 2000.          | 2010.          |
| Белци             | 21.321 (90,6%) | 21.540 (85,5%) |
| Афроамериканци    | 1.003 (4,3%)   | 1.671 (6,6%)   |
| Азијати           | 414 (1,8%)     | 480 (1,9%)     |
| Хиспаноамериканци | 364 (1,5%)     | 826 (3,3%)     |
| Укупно            | 23.545         | 25.201         |